# 卡羅爾質數
卡羅爾質數是可以用{\displaystyle 4^{n}-2^{n+1}-1}或{\displaystyle (2^{n}-1)^{2}-2}表示的质数，前幾個卡羅爾數是：1、7、47、223、959、3967、16127、65023、261119、1046527 （OEIS數列A093112）。
這些數字最早是由克萊斯圖斯·伊曼紐爾（Cletus Emmanuel）研究，他以以朋友卡羅爾·基農（Carol G. Kirnon）的名字命名。

## 二進制表示式
在 {\displaystyle n>2} 時，第 {\displaystyle n} 個卡羅爾數在二進制下，可以表示為 {\displaystyle n-2} 個連續的1，中間一個零，{\displaystyle n+1} 個連續的1，或者可以表示如下：
{\displaystyle \sum _{i\neq n+2}^{2n}2^{i-1}.}
例如，47的二進制為101111，223的二進制是11011111，第2n個梅森數和第 {\displaystyle n} 個卡羅爾數的間的差是{\displaystyle 2^{n+1}}，因此可得卡羅爾數的另一個等效表示式{\displaystyle (2^{2n}-1)-2^{n+1}}。第 {\displaystyle n} 個凱尼亞質數會比第 {\displaystyle n} 個卡羅爾質數多2的n+2次方。